# Свети мученици Филит и Лидија
Свети мученици Филит и Лидија су хришћани који су пострадали за веру заједно са децом Македонијем и Теопренијем у Илирији 125 године, за време цара Хадријана. Помен у Православној Цркви одаје им се 23. марта (5. априла).

## Биографија
Свети Филит је био царски сенатор. Због његове хришћанске вере изведен је на суд заједно са женом Лидијом, и децом, Теопрепијем и Македонијем. Пошто су одбили да се одрекну хришћанства, послати су у Славонију војводи Амфилохију. Он их је тамо ставио на муке што су они стојичкии подносили. Видевши то командир страже Кронид је и сам поверовао у Христа, тако да је заједно са светим мученицима и он бачен у тамницу. Те ноћи, док су се свети мученици молили и певали свештене песме, јавили су им се анђели, утешили их и окрепили.
Нараденог дана су наставили са мучењем. Бачени су у казан, у коме је кључао зејтин помешан са сумпором, а казан се тог тренутка охладио. Поражен таквим чудом, војвода Амфилохије је поверовао у Христа, и сам ушао у казан.
Када је то сазнао цар Хадријан, лично је дошао у Славонију и наредио да се сви погубе.